# Satanás

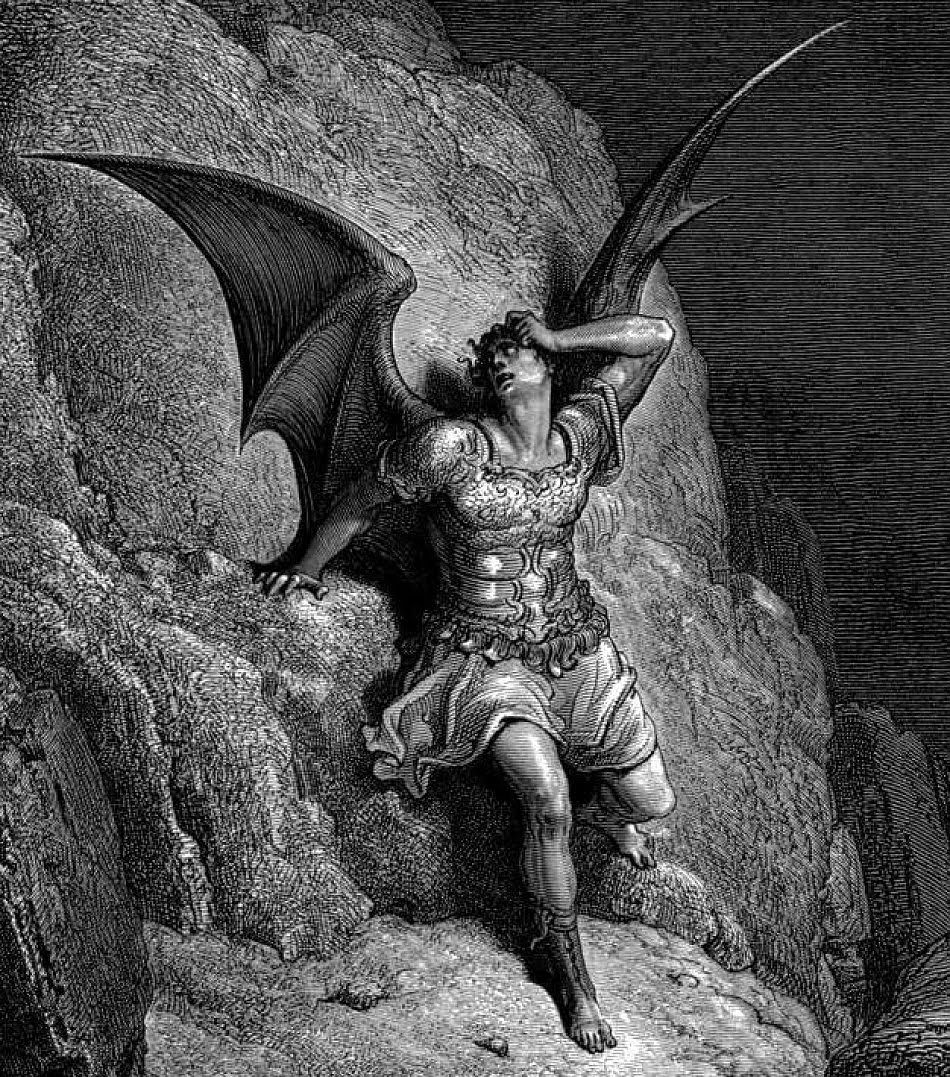
Representación de «Satán, el antagonista» por Gustave Doré para el poema El paraíso perdido, de John Milton.

En las religiones abrahámicas, Satanás o Satán (en hebreo: שָּׂטָן sa'tan, «adversario», en árabe: شيطان Shaitán, «mal camino», «distante») es una entidad sobrenatural negativa que seduce a los humanos al pecado o la falsedad. En el cristianismo, generalmente se lo ve como a un ángel caído que solía poseer una gran piedad y belleza, pero que, sin embargo, se terminó rebelando ante Dios por lo cual fue desterrado al infierno, convirtiéndose en el gobernante y líder opositor al Reino de Dios. En el judaísmo, Satanás se considera una metáfora de «inclinación al mal», o como un agente subordinado a Dios.
En la fe cristiana, Satanás es principalmente un acusador y adversario; una entidad decididamente malévola que posee cualidades malignas. Satanás es el antagonista en las lecturas del Apocalipsis y quien quiso tentar a Jesucristo en el desierto.
En el satanismo teísta, Satanás es considerado una fuerza positiva y una divinidad que es adorada y venerada. En el satanismo ateísta —la filosofía de Anton LaVey y su iglesia— Satanás es considerado como un arquetipo de las características virtuosas.

## Etimología
El nombre Satanás —o Satán— deriva del latín Satāna, y este a su vez del hebreo הַשָּׂטָן, ha-satán, «adversario, enemigo, acusador». Aunque luego se le menciona como un espía errante de Dios sobre la Tierra, el sentido primario, de la raíz שטנ (štn, «impedir, hostigar, oponerse»), sería simplemente el de «enemigo».

## Descripción e historia del término

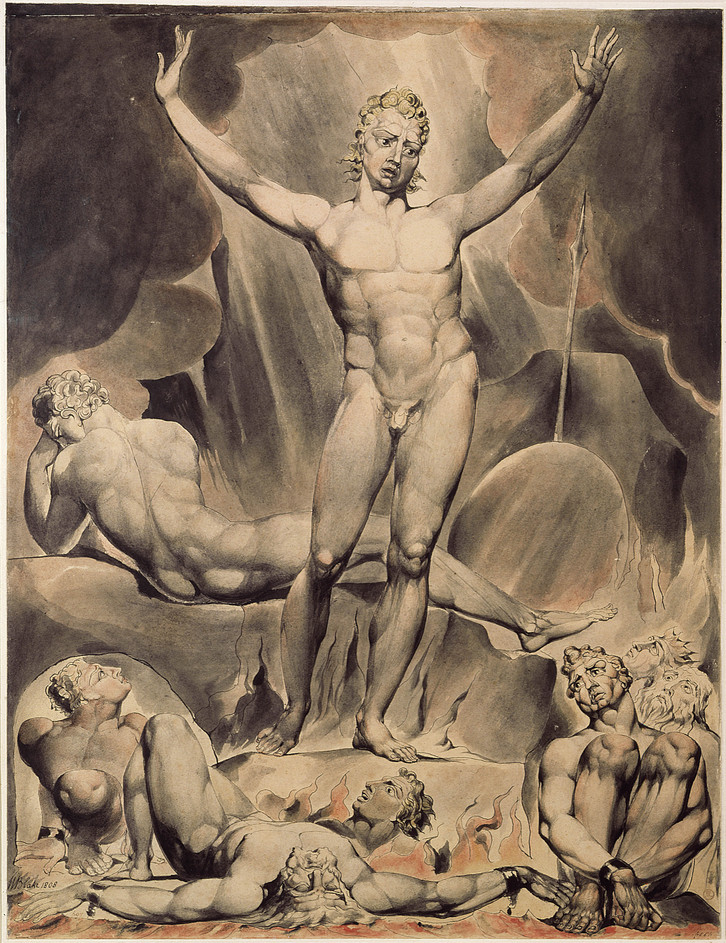
Ilustración de Satán de William Blake, presente en El paraíso perdido de John Milton

En el libro de Números se llama Shatan (en el sentido de «adversario», «oponente»). El término Shatan también entra en la vida jurídica israelita, en la que alcanza el sentido de «acusador delante del tribunal» (Salmos 109:6, Zacarías 3:1), así como el término shitna, derivado de la misma raíz, es la «acusación». En la Septuaginta griega se tradujo como διάβολος, en el sentido de «el que arroja (acusaciones)».
El término hebreo «Satán» aparece traducido muchas veces con otros términos en múltiples versiones antiguas y modernas de la Biblia:
- Números 22:22 - en este versículo el ángel de Dios es un adversario (hebreo satán) para Balaam, poniéndose en el camino para impedir que Balaam salga a maldecir al pueblo de Israel.[7]
- Números 22:32 - la frase «yo he salido para resistirte» es la traducción al español de una frase hebrea que dice literalmente, «yo he salido como adversario (satán) tuyo.» Nuevamente, el adversario en el ángel de Dios. En estos dos casos, el satán o adversario a que se refiere es el mismo ángel de Dios, por lo que se puede ver claramente que la palabra satán no se refería necesariamente a un ser maligno o malvado. El ángel de Dios fue un satán para Balaam simplemente porque se «opuso» a que fuera con los embajadores de Balac.[8]
- 1 Samuel 29:4 - los filisteos temen que David se les vuelva enemigo (hebreo satán) si sale a la guerra con ellos.[9]
- 2 Samuel 19:22 - David dice que los hijos de su hermana Sarvia (Joab y Abisai) le son adversarios (hebreo satán) porque quieren dar muerte a Simei, mientras que David ha decidido perdonarlo.[10]
- 1 Reyes 5:4 - Salomón dice que no hay adversarios (hebreo satán), es decir, que está en paz con las naciones circunvecinas.[11]
- 1 Reyes 11:14 - Hadad edomita es un adversario (hebreo satán) de Salomón.[12]
- 1 Reyes 11:23 y 11:25 (2 veces) - Rezón hijo de Eliada es otro adversario (hebreo satán) de Salomón.[13][14]
- Salmos 38:20 - David dice que los que le pagan mal por bien le son contrarios (hebreo satán).[15]
- Salmos 71:13 - David desea que perezcan sus adversarios (hebreo satán).[16]
- Salmos 109:4 - David se queja de sus adversarios (hebreo satán).[17]
- Salmos 109:20 y 29 (2 veces) - David se queja nuevamente de los que le son adversarios (hebreo satán).[18][19]
- Zacarías 3:1 - El verbo acusar se corresponde con la palabra hebrea satán.[6]

Satanás también llegó a considerarse un ser angelical que ejercía de fiscal en el cielo, cuya misión era acusar a los hombres por sus pecados ante Dios, ya que los sometía a tentaciones para exponer el pecado. En la mentalidad hebrea Satán también llegó a ser sinónimo de perdición, destrucción, malicia y búsqueda del mal por parte de los hombres. Esta figura aparece en el Antiguo Testamento en repetidas ocasiones (ej. 1 Crónicas 21:1), y en un segundo caso, de manera más clara, se menciona en (Job 1:6-9), (Job 1:12) y en otros versículos.

### Desarrollo histórico
El vocablo hebreo original sâtan (hebreo: שָּׂטָן) es un sustantivo genérico que significa "acusador" o "adversario", que se utiliza en toda la Biblia hebrea para referirse a adversarios humanos comunes, así como una entidad sobrenatural específica. La palabra se deriva de un verbo que significa principalmente "obstruir, oponer". Cuando se usa sin el artículo definido (simplemente satanás), la palabra puede referirse a cualquier acusador, pero cuando se usa con el artículo definido (ha-satan), generalmente se refiere específicamente al acusador celestial: el satanás.
Ha-Satan con el artículo definido aparece 13 veces en el Texto Masorético, en dos libros de la Biblia hebrea: Job cap. 1–2 (10 ×) y Zacarías 3: 1–2 (3 ×). Satanás sin el artículo definido se usa en 10 casos, de los cuales dos son diabolos traducidos en la Septuaginta y "Satanás" en la Versión King James (KJV):
- 1 Crónicas 21: 1, "Satanás se levantó contra Israel" (KJV) o "Y se levanta un adversario contra Israel" (Traducción Literal de Young)[27]
- Salmo 109: 6b "y que Satanás se pare a su mano derecha" (KJV) o "que un acusador se pare a su mano derecha". (ESV, etc.)

La palabra «satanás» no aparece en el Libro del Génesis, que menciona solo una serpiente parlante y no identifica a la serpiente con ninguna entidad sobrenatural. La primera aparición de dicha palabra en la Biblia hebrea en referencia a una figura sobrenatural proviene de Números 22:22, que describe al Ángel de Yahweh confrontando a Balaam en su burro: "La partida de Balaam despertó la ira de Elohim, y el Ángel de Yahweh se paró en el camino como un Satanás contra él ". En 2 Samuel 24, Yahweh envía al" Ángel de Yahweh "para infligir una plaga contra Israel durante tres días, matando a 70,000 personas como castigo hacia David por haber hecho un censo sin su aprobación. En 1 Crónicas 21: 1 se repite esta historia, pero reemplaza el "Ángel de Yahweh" con una entidad denominada "un satanás".
Algunos pasajes se refieren claramente al satanás, sin usar la palabra misma. 1 Samuel 2:12 describe a los hijos de Elí como "hijos de Belial"; el uso posterior de esta palabra lo hace claramente un sinónimo de "satanás". En 1 Samuel 16: 14–23 Yahweh envía un "espíritu perturbador" para atormentar al Rey Saúl como un mecanismo para congraciarse con el rey David. En 1 Reyes 22: 19–25, el profeta Micaías describe al rey Acab una visión de Yahweh sentado en su trono rodeado por la Hostia del Cielo. Yahvé le pregunta al Anfitrión cuál de ellos llevará a Acab por mal camino. Un "espíritu", cuyo nombre no se especifica, pero que es análogo al de Satanás, se ofrece como voluntario para ser "un Espíritu mentiroso en la boca de todos sus Profetas".
Libro de Job
El Satanás aparece en el Libro de Job, un diálogo poético ambientado en un marco de prosa, que puede haber sido escrito en la época del cautiverio babilónico. En el texto, Job es un hombre justo favorecido por Yahweh. Job 1: 6–8 describe a los "hijos de Dios" (bənê hāʼĕlōhîm) presentándose ante Yahweh. Yahweh pregunta a uno de ellos, "el satanás", dónde ha estado, a lo que él responde que ha estado vagando por la tierra. Yahweh pregunta: "¿Has considerado a Mi siervo Job?". El Satanás responde instando a Yahweh a que lo deje torturar a Job, prometiéndole que Job abandonará su fe en la primera tribulación. Yahweh consiente; Satanás destruye a los sirvientes y rebaños de Job, pero Job se niega a condenar a Yahweh. La primera escena se repite, con el Satanás presentándose a Yahweh junto con los otros "hijos de Dios". Yahweh señala la fidelidad continua de Job, a lo que el Satanás insiste en que se necesitan más pruebas; Yahweh nuevamente le da permiso para probar a Job. Al final, Job permanece fiel y justo, y se da a entender que Satanás está avergonzado en su derrota.
Libro de Zacarías
Zacarías 3: 1–7 contiene una descripción de una visión fechada a mediados de febrero de 519 aC, en la cual un ángel le muestra a Zacarías una escena de Josué el Sumo Sacerdote vestido con trapos sucios, que representa a la nación de Judá y su pecados, en juicio con Yahweh como el juez y el satanás de pie como el fiscal. Yahweh reprende al satanás y ordena que Josué reciba ropa limpia, lo que representa el perdón de Yahweh de los pecados de Judá.
Segundo período del templo
Durante el Segundo Período del Templo, cuando los judíos vivían en el Imperio aqueménida, el judaísmo estuvo fuertemente influenciado por el zoroastrismo, la religión de los aqueménidas. Las concepciones judías de Satanás fueron impactadas por Angra Mainyu, el dios zoroastriano del mal, la oscuridad y la ignorancia. En la Septuaginta, el hebreo ha-Satanás en Job y Zacarías se traduce por la palabra griega diabolos (calumniador), la misma palabra en el Nuevo Testamento griego del que se deriva la palabra "diablo". Cuando se usa satanás para referirse a enemigos humanos en la Biblia hebrea, como Hadad el edomita y Rezon el sirio, la palabra se deja sin traducir pero se transcribe en griego como satanás, un neologismo en griego.
La idea de Satanás como un oponente de Dios y una figura puramente malvada parece haberse arraigado en la pseudoepigrafía judía durante el Periodo del Segundo Templo, particularmente en los apocalipsis. El Libro de Enoc, que los Manuscritos del Mar Muerto han revelado que era casi tan popular como la Torá, describe un grupo de 200 ángeles conocidos como los "Vigilantes", que son asignados para supervisar la tierra, pero en cambio abandonan deberes y tener relaciones sexuales con mujeres humanas. El líder de los Vigilantes es Semjâzâ y otro miembro del grupo, conocido como Azazel, difunde el pecado y la corrupción entre la humanidad. Los Vigilantes son finalmente secuestrados en cuevas aisladas a través de la tierra y están condenados a ser juzgados al final de los tiempos. El Libro de los Jubileos, escrito alrededor del año 150 a. C., vuelve a contar la historia de la derrota de los Vigilantes, pero, en desviación del Libro de Enoc, Mastema, el "Jefe de los espíritus", interviene antes de que todos la descendencia del demonio se sella y solicita a Yahweh que le permita quedarse con algunos de ellos para que se conviertan en sus trabajadores. Yahweh acepta esta solicitud y Mastema los usa para tentar a los humanos a cometer más pecados, para que pueda castigarlos por su maldad. Más tarde, Mastema induce a Yahweh a probar a Abraham al ordenarle que sacrifique a Isaac.
El Segundo Libro de Enoch, también llamado el Libro Eslavo de Enoch, contiene referencias a un Observador llamado Satanael. Es un texto pseudoepigráfico de fecha incierta y autoría desconocida. El texto describe a Satanael como el príncipe de los Grigori que fue expulsado del cielo y un espíritu maligno que sabía la diferencia entre lo que era "justo" y "pecaminoso". En el Libro de la Sabiduría, se considera que el diablo es el ser que trajo la muerte al mundo, pero originalmente el culpable fue reconocido como Caín. El nombre Samael, que se usa en referencia a uno de los ángeles caídos, más tarde se convirtió en un nombre común para Satanás en el Midrash judío y la Cábala.

## Judaísmo
La mayoría de los judíos no creen en la existencia de una figura omnimalevolente sobrenatural. Los tradicionalistas y filósofos del judaísmo medieval se adhirieron a la teología racional, rechazando cualquier creencia en los ángeles rebeldes o caídos, y viendo el mal como abstracto. Los rabinos generalmente interpretaban la palabra satanás como se usa en el Tanakh, como una referencia estricta a los adversarios humanos y rechazaron todos los escritos de Enoch que mencionan a Satanás como una figura celestial literal del canon bíblico, haciendo todo lo posible para erradicarlos. Sin embargo, la palabra satanás ha sido aplicada metafóricamente a influencias malignas, como la exégesis judía del yetzer hara ("inclinación al mal") mencionada en Génesis 6:5.
La erudición rabínica sobre el Libro de Job generalmente sigue al Talmud y Maimónides al identificar al "satanás" del prólogo como una metáfora del yetzer hara y no una entidad real. Satanás rara vez se menciona en la literatura tannaítica, pero se encuentra en la aggadah babilónica. Según una narración, el sonido del shofar, que está destinado principalmente a recordar a los judíos la importancia de la teshuvá, también tiene la intención simbólica de "confundir al acusador" (Satanás) y evitar que presente cualquier litigio a Dios contra los judíos. La Cábala presenta a Satanás como un agente de Dios cuya función es tentar a los humanos a pecar para que pueda acusarlos en la corte celestial. Los judíos jasídicos del siglo XVIII asociaron a ha-Satan con Baal Davar.
Cada rama del judaísmo tiene su propia interpretación de la identidad de Satanás. El judaísmo conservador generalmente rechaza la interpretación talmúdica de Satanás como una metáfora del yetzer hara, y lo considera un agente de Dios. El judaísmo ortodoxo, por otro lado, abraza externamente las enseñanzas talmúdicas sobre Satanás, e involucra a Satanás en la vida religiosa de manera mucho más inclusiva que otras ramas. Satanás se menciona explícitamente en algunas oraciones diarias, incluso durante Shacharit y ciertas bendiciones posteriores a la comida, como se describe en el Talmud y el Código de Derecho Judío. En el judaísmo reformista, Satanás es visto generalmente en su papel talmúdico como una metáfora del yetzer hara y la representación simbólica de cualidades humanas innatas como el egoísmo.
En la tradición de Cábala, junto a Moloch, son los regentes del qlifá llamado Taumiel.

## Cristianismo

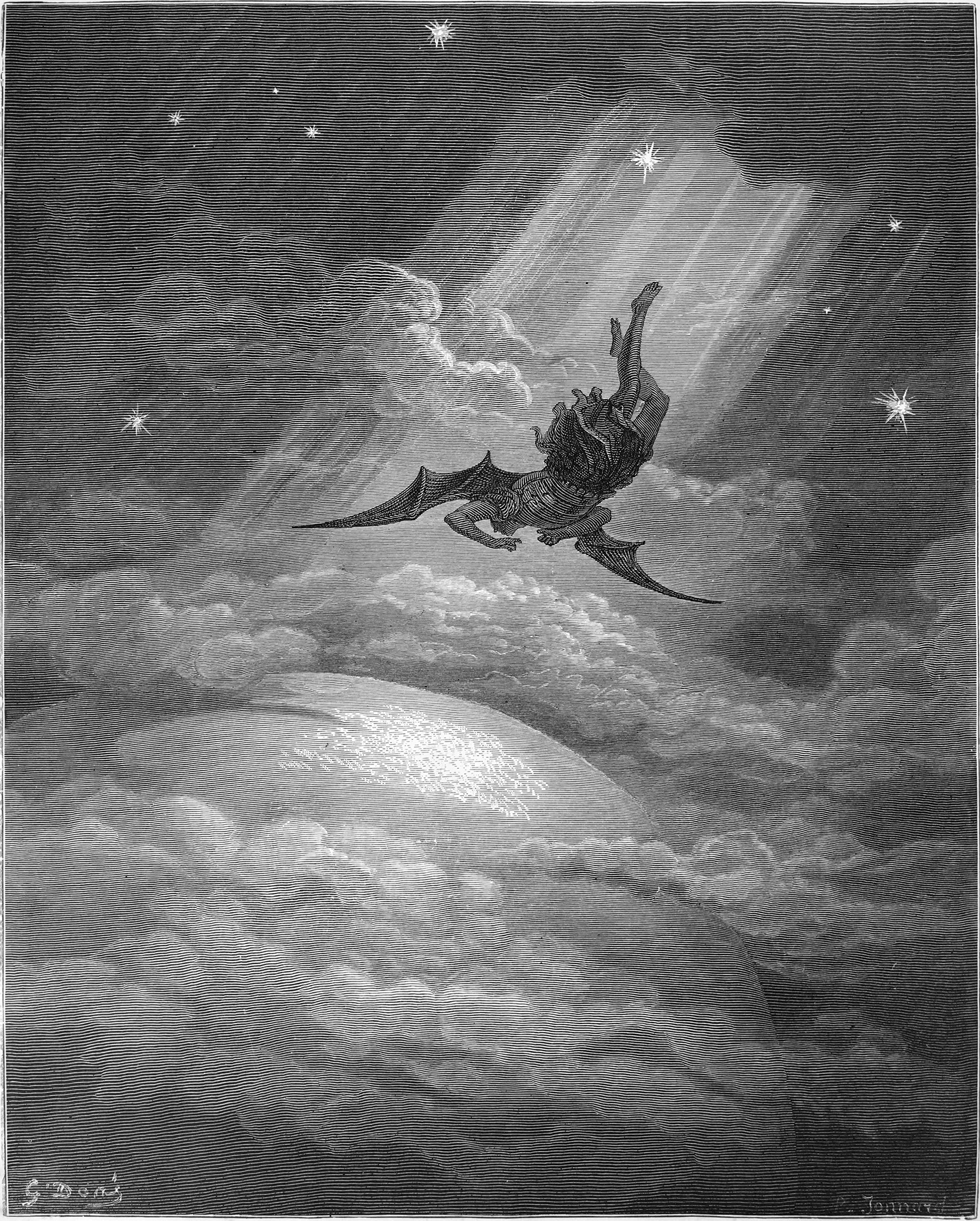
Ilustración de John Milton “Paraíso Perdido“ - 1866

### Nombres
El sinónimo inglés más común para "Satanás" es "diablo", que desciende del desarrollo del inglés medio, del inglés antiguo dēofol, que a su vez representa un préstamo germánico temprano del diábolo latino (también la fuente de "diabólico"). Esto a su vez fue prestado del griego diabolos "calumniador", de diaballeina "a calumnia": dia- "a través, a través de" + ballein "para lanzar". En el Nuevo Testamento, las palabras Satan y diabolos se usan indistintamente como sinónimos. Belcebú, que significa "Señor de las moscas", es el nombre despectivo dado en la Biblia hebrea y el Nuevo Testamento a un dios filisteo cuyo nombre original ha sido reconstruido como probablemente "Baal Zabul", que significa "Baal el Príncipe". Los evangelios sinópticos identifican a Satanás y Belcebú como iguales. El nombre Abaddon (que significa "lugar de destrucción") se usa seis veces en el Antiguo Testamento, principalmente como un nombre para una de las regiones del Seol. Apocalipsis 9:11 describe a Abaddon, cuyo nombre se traduce al griego como Apollyon, que significa "el destructor", como un ángel que gobierna el Abismo. En el uso moderno, Abaddon a veces se equipara con Satanás.

### Nuevo Testamento
Tras la aparición del Cristianismo y los Evangelios se le otorga a ese término un carácter personal como enemigo de Cristo, también como un anticristo (Juan 1:18-29), especialmente en los relatos de las tentaciones (Marcos 1:12-13), (Mateo 4:1-11), (Lucas 4:1-13) y los exorcismos llevados a cabo por Jesús de Nazaret (Marcos 3:22-27), (Mateo 12:22-30), (Lucas 11:14-23). Queda así fijada la figura del Maligno para la doctrina cristiana. En lengua árabe se le llama Shaytan, que por implicación también significa serpiente.
En el Nuevo Testamento, en idioma griego es el mismo término usado como correspondencia en la Septuaginta, la palabra diábolos diablo, que procede del verbo dia-bállō, y posee un significado semejante a ‘Satán’. En (1Mac. 1,36) (texto griego) encontramos la palabra diábolos con el significado de ‘adversario', como 'el enemigo'. También en algunas ocasiones incluye el sentido de ‘acusador’ o el de ‘calumniador’.
En principio, conviene aclarar que el judaísmo no identificaba a Satanás con el príncipe de los demonios Lucifer. En los documentos no canónicos del Antiguo Testamento, Satán es llamado frecuentemente Belial (derivado de la oposición judía al culto cananeo de Baal); igualmente la mención y definición de este oponente de Dios puede encontrarse en el Nuevo Testamento, en el que se le menciona con los términos Beelzebú y Belial (Marcos 3:20-30) (2 Corintios 6:15). Por otro lado, algunos sugieren que nombres aparecidos en los libros seudoepigráficos como el de Enoc (por ejemplo Semyazza y Azazel), serían solo otros nombres para Satán. Con relación a ello, también se postula que en estos libros los diferentes nombres describirían a otros adversarios de Dios.
En el Nuevo Testamento, en cambio, Satán aparece amalgamado en la sola figura del diablo, como por ejemplo en los pasajes del Apocalipsis de San Juan, donde se describe al diablo (el Maligno) como el "inspirador" de la Bestia Anticristo, y también como "la serpiente antigua, el que es llamado diablo y Satanás". Sin embargo todavía hay tradiciones que nombran a Belcebú, Satanás y Lucifer como entidades diferentes, indicando que conforman el triunvirato que gobierna al Infierno y sus legiones.

### Era Patrística
A pesar de que el Libro del Génesis nunca menciona a Satanás, los cristianos han interpretado tradicionalmente a la serpiente en el Jardín del Edén como Satanás debido a Apocalipsis 12: 7, que llama a Satanás "esa serpiente antigua". Sin embargo, este versículo probablemente tiene la intención de identificar a Satanás con el Leviatán, una monstruosa serpiente marina cuya destrucción por parte de Yahvé está profetizada en Isaías 27:1. El primer individuo registrado que identificó a Satanás con la serpiente del Jardín del Edén fue el apologista cristiano del siglo II d. C., Justino Mártir, en los capítulos 45 y 79 de su Diálogo con Trifón. Otros padres de la iglesia primitiva que mencionaron esta identificación incluyen a Teófilo y Tertuliano. La Iglesia cristiana primitiva, sin embargo, se encontró con la oposición de paganos como Celso, quien afirmó en su tratado La Verdadera Palabra que "es una blasfemia ... decir que el Dios más grande ... tiene un adversario que limita su capacidad para hacer el bien" y dijo que los cristianos "dividieron impíamente el reino de Dios, creando una rebelión en él, como si hubiera facciones opuestas dentro de lo divino, incluida una que es hostil a Dios."
El nombre Heylel, que significa "estrella de la mañana" (en latín, Lucifer), era un nombre para Attar, el dios del planeta Venus en la mitología cananea, que intentó escalar las paredes de la ciudad celestial, pero fue vencido por el dios del sol. El nombre se usa en Isaías 14:12 en referencia metafórica al rey de Babilonia. Ezequiel 28: 12–15 usa una descripción de un querubín en el Edén como una polémica contra Ithobaal II, el rey de Tiro. El Padre de la Iglesia Orígenes de Alejandría (c. 184 - c. 253), que solo conocía el texto real de estos pasajes y no los mitos originales a los que se refieren, concluyó en su tratado Sobre los primeros principios, que se conserva en una traducción latina de Tyrannius Rufinus, que ninguno de estos versículos podía referirse literalmente a un ser humano y, por lo tanto, debe aludir a "cierto ángel que había recibido el cargo de gobernar la nación de los tirios", pero fue arrojado a la Tierra después de que se descubrió que era corrupto. Sin embargo, en su tratado de disculpa Contra Celsum, Orígenes cambió sus interpretaciones de Isaías 14:12 y Ezequiel 28: 12–15, interpretando ahora que ambos se refieren a Satanás. Según Henry Ansgar Kelly, Orígenes parece haber adoptado esta nueva interpretación para refutar a las personas no identificadas que, tal vez bajo la influencia del dualismo radical zoroástrico, creían "que la naturaleza original de Satanás era la Oscuridad". El último padre de la Iglesia Jerónimo (c. 347 - 420), traductor de la Vulgata Latina, aceptó la teoría de Orígenes de Satanás como un ángel caído y escribió sobre ello en su comentario sobre el Libro de Isaías. En la tradición cristiana desde entonces, tanto Isaías 14:12 como Ezequiel 28: 12-15 se han entendido alegóricamente como Satanás. Para la mayoría de los cristianos, Satanás ha sido considerado como un ángel que se rebeló contra Dios.
De acuerdo con la teoría del rescate de la expiación, que era popular entre los primeros teólogos cristianos, Satanás ganó poder sobre la humanidad a través del pecado de Adán y Eva y la muerte de Cristo en la cruz fue un rescate para Satanás en intercambio por la liberación de la humanidad. Esta teoría sostiene que Satanás fue engañado por Dios porque Cristo no solo estaba libre de pecado, sino también la Deidad encarnada, a la que Satanás carecía de la capacidad de esclavizar. Ireneo de Lyon describió una forma prototípica de la teoría del rescate, pero Orígenes fue el primero en proponerla en su forma completamente desarrollada. La teoría fue ampliada más tarde por teólogos como Gregorio de Nisa y Rufino de Aquileia. En el siglo XI, Anselmo de Canterbury criticó la teoría del rescate, junto con la teoría asociada de Christus Victor, resultando en el declive de la teoría en Europa occidental. No obstante, la teoría ha conservado parte de su popularidad en la Iglesia Ortodoxa Oriental.
La mayoría de los primeros cristianos creían firmemente que Satanás y sus demonios tenían el poder de poseer humanos y los exorcismos eran ampliamente practicados por judíos, cristianos y paganos por igual. La creencia en la posesión demoníaca continuó durante la Edad Media hasta el período moderno temprano. Los exorcismos fueron vistos como una muestra del poder de Dios sobre Satanás. La gran mayoría de las personas que pensaban que estaban poseídas por el Diablo no sufrían alucinaciones u otros "síntomas espectaculares", sino que "se quejaban de ansiedad, temores religiosos y malos pensamientos".

### Edad Media
Satanás tuvo un papel mínimo en la teología cristiana medieval, pero con frecuencia apareció como un personaje recurrente de comedia en las obras de misterio de la época medieval tardía, en el que fue retratado como una figura de alivio cómico que "retozó, cayó y se tiró un pedo en el fondo". Jeffrey Burton Russell describe la concepción medieval de Satanás como "más patético y repulsivo que aterrador" y fue visto como poco más que una molestia para el plan general de Dios. The Golden Legend, una colección de vidas de santos compilada alrededor de 1260 por el fraile dominico Jacobus da Varagine, contiene numerosas historias sobre encuentros entre santos y Satanás, en las cuales Satanás es constantemente engañado por la inteligencia de los santos y el poder. de Dios. Henry Ansgar Kelly comenta que Satanás "aparece como lo opuesto de temible". La Leyenda Dorada fue el libro más popular durante la Alta y Baja Edad Media y más manuscritos han sobrevivido desde ese período que para cualquier otro, incluso la Biblia misma.
El Canon Episcopi, escrito en el siglo XI d. C., condena la creencia en la brujería como herética, pero también documenta que muchas personas en ese momento aparentemente creían en ella. Se creía que las brujas volaban por los aires en escobas, se juntaban con demonios, actuaban en "rituales sexuales espeluznantes" en los bosques, asesinaban bebés humanos y se los comían como parte de los ritos satánicos, y entablaban relaciones conyugales con demonios. En 1326, el Papa Juan XXII emitió la bula papal Super illius Specula, que condenó las prácticas de adivinación popular como consulta con Satanás. En la década de 1430, la Iglesia Católica comenzó a considerar la brujería como parte de una gran conspiración dirigida por el propio Satanás.

### Período moderno temprano
Durante el período moderno temprano, los cristianos gradualmente comenzaron a considerar a Satanás como cada vez más poderoso y el temor al poder de Satanás se convirtió en un aspecto dominante de la cosmovisión de los cristianos en toda Europa. Durante la Reforma Protestante, Martín Lutero enseñó que, en lugar de tratar de discutir con Satanás, los cristianos debían evitar la tentación por completo buscando una compañía agradable; Lutero recomendó especialmente la música como protección contra la tentación, ya que el Diablo "no puede soportar la alegría". John Calvin repitió una máxima de San Agustín de que "el hombre es como un caballo, con Dios o el demonio como jinete."
A finales del siglo XV, una serie de pánicos de brujería estallaron en Francia y Alemania. Los inquisidores alemanes Heinrich Kramer y Jacob Sprenger argumentaron en su libro Malleus Maleficarum, publicado en 1487, que todos los maleficios ("brujería") estaban enraizados en la obra de Satanás. A mediados del siglo XVI, el pánico se extendió a Inglaterra y Suiza. Tanto los protestantes como los católicos creían firmemente en la brujería como un fenómeno real y apoyaron su enjuiciamiento. A finales de 1500, el demonólogo neerlandés Johann Weyer argumentó en su tratado De praestigiis daemonum que la brujería no existía, pero que Satanás promovió la creencia en ella para desviar a los cristianos. El pánico por la brujería se intensificó en la década de 1620 y lentamente hasta finales de la década de 1600. Brian Levack estima que alrededor de 60 000 personas fueron ejecutadas por brujería durante todo el período de la histeria de brujería.
Los primeros colonos ingleses de América del Norte, especialmente los puritanos de Nueva Inglaterra, creían que Satanás "visible y palpablemente" reinaba en el Nuevo Mundo. John Winthrop afirmó que el Diablo hizo que las mujeres puritanas rebeldes dieran a luz a monstruos nacidos muertos con garras, cuernos afilados y "en cada pie tres garras, como una gallina". Cotton Mather escribió que los demonios pululaban alrededor de asentamientos puritanos "como las ranas de Egipto ". Los puritanos creían que los nativos americanos eran adoradores de Satanás y los describieron como "hijos del diablo". Algunos colonos afirmaron haber visto al mismo Satanás aparecer en carne y hueso en ceremonias nativas. Durante el Primer Gran Despertar, los predicadores de la "nueva luz" retrataron a sus críticos de la "vieja luz" como ministros de Satanás. En el momento del Segundo Gran Despertar, el papel principal de Satanás en el evangelicalismo estadounidense era ser el oponente del movimiento evangélico mismo, que pasaba la mayor parte de su tiempo tratando de obstaculizar los ministerios de los predicadores evangélicos, un papel que ha conservado en gran medida entre los fundamentalistas estadounidenses actuales.
A principios del siglo XVII, los escépticos en Europa, incluido el autor inglés Reginald Scot y el obispo anglicano John Bancroft, habían comenzado a criticar la creencia de que los demonios aún tenían el poder de poseer personas. Este escepticismo fue reforzado por la creencia de que los milagros solo ocurrieron durante la Era Apostólica, que había terminado hace mucho tiempo. Más tarde, pensadores de la Ilustración, como David Hume, Denis Diderot y Voltaire, atacaron por completo la noción de la existencia de Satanás. Voltaire calificó El Paraíso Perdido de John Milton como una "fantasía desagradable" y declaró que la creencia en el Infierno y Satanás se encontraba entre las muchas mentiras propagadas por la Iglesia Católica para mantener esclavizada a la humanidad. En el siglo XVIII, los juicios por brujería habían cesado en la mayoría de los países occidentales, con las notables excepciones de Polonia y Hungría, donde continuaron. Sin embargo, la creencia en el poder de Satanás se mantuvo fuerte entre los cristianos tradicionales.

### Era moderna
El mormonismo desarrolló sus propios puntos de vista sobre Satanás. Según el Libro de Moisés, el Diablo se ofreció a ser el redentor de la humanidad por el bien de su propia gloria. Por el contrario, Jesús ofreció ser el redentor de la humanidad para que se hiciera la voluntad de su padre. Después de que su oferta fue rechazada, Satanás se rebeló y fue expulsado del cielo. En el Libro de Moisés, se dice que Caín "amó a Satanás más que a Dios" y conspiró con Satanás para matar a Abel. Fue a través de este pacto que Caín se convirtió en un Maestro Mahan. El Libro de Moisés también dice que Moisés fue tentado por Satanás antes de invocar el nombre del "Unigénito", lo que hizo que Satanás se fuera. Douglas Davies afirma que este texto "refleja" la tentación de Jesús en la Biblia.
La creencia en Satanás y la posesión demoníaca sigue siendo fuerte entre los cristianos en los Estados Unidos y América Latina. Según una encuesta de 2013 realizada por YouGov, el cincuenta y siete por ciento de las personas en los Estados Unidos creen en un demonio literal, en comparación con el dieciocho por ciento de las personas en Gran Bretaña. El cincuenta y uno por ciento de los estadounidenses cree que Satanás tiene el poder de poseer personas. W. Scott Poole, autor de Satan in America: The Devil We Know, ha opinado que "en los Estados Unidos en los últimos cuarenta o cincuenta años, ha surgido una imagen compuesta de Satanás que toma prestado tanto de la cultura popular como de fuentes teológicas" y que la mayoría de los cristianos estadounidenses no "separan lo que saben [sobre Satanás] de las películas de lo que saben de varias tradiciones eclesiásticas y teológicas". La Iglesia Católica generalmente restó importancia a Satanás y al exorcismo a fines del siglo XX y principios del siglo XXI, pero el papa Francisco trajo un enfoque renovado en el Diablo a principios de la década de 2010, declarando, entre muchos otros pronunciamientos, que "El diablo es inteligente, conoce más teología que todos los teólogos juntos".
Bernard McGinn describe múltiples tradiciones que detallan la relación entre el Anticristo y Satanás. En el enfoque dualista, Satanás se encarnará en el Anticristo, así como Dios se encarnó en Jesús. Sin embargo, en el pensamiento cristiano ortodoxo, este punto de vista es problemático porque es demasiado similar a la encarnación de Cristo. En cambio, el punto de vista "residente" se ha vuelto más aceptado, que estipula que el Anticristo es una figura humana habitada por Satanás, ya que el poder de este último no debe ser visto como equivalente al de Dios.

## Islam
El equivalente árabe de la palabra Satanás es Shaitan (شيطان, de la raíz šṭn شط⁬ن). La palabra en sí es un adjetivo (que significa "descarriado" o "distante", a veces traducido como "demonio") que se puede aplicar tanto al hombre ("al-ins", الإنس) como al-jinn (الجن), pero también se utiliza en referencia a Satanás en particular. En el Corán, el nombre de Satanás es Iblis (pronunciación árabe: [ˈibliːs]), probablemente una derivada de la palabra griega diabolos. Los musulmanes no consideran a Satanás como la causa del mal, sino como un tentador, que aprovecha las inclinaciones de los humanos hacia el egocentrismo.

### Corán
Siete suras en el Corán describen cómo Dios ordenó a todos los ángeles e Iblis que se inclinaran ante el recién creado Adán. Todos los ángeles se inclinaron, pero Iblis se negó, afirmando ser superior a Adán porque estaba hecho de fuego; mientras que Adán estaba hecho de arcilla (7:12). En consecuencia, Dios lo expulsó del Paraíso y lo condenó a Yahannam. Iblis a partir de entonces se convirtió en un kafir, es decir "un incrédulo desagradecido" cuya única misión es desviar a la humanidad. Dios permite que Iblis haga esto, porque sabe que los justos podrán resistir los intentos de Iblis de desviarlos. En el Día del Juicio Final, mientras la suerte de Satanás sigue en cuestión, los que lo siguieron serán arrojados al fuego de Yahannam. Después de su destierro del Paraíso, Iblis, que luego se hizo conocido como Al-Shaitan ("el Demonio"), atrajo a Adán y Eva para que comieran la fruta del árbol prohibido.
La característica principal de Satanás, aparte de su arrogancia y desesperación, es su capacidad de lanzar sugerencias malvadas (waswas) a hombres y mujeres. La surah 15:45 dice que Satanás no tiene influencia sobre los justos, pero que los que caen en error están bajo su poder. 7: 156 implica que aquellos que obedecen las leyes de Dios son inmunes a las tentaciones de Satanás. 56:79 advierte que Satanás trata de evitar que los musulmanes lean el Corán y 16: 98–100 recomienda recitar el Corán como un antídoto contra Satanás. 35: 6 se refiere a Satanás como el enemigo de la humanidad y 36:60 prohíbe que los humanos lo adoren. En el recuento coránico de la historia de Job, Job sabe que Satanás es el que lo atormenta.

### Tradición islámica
En el Corán, Satanás es aparentemente un ángel, pero en 18:50 se lo describe como "de los genios". Esto, combinado con el hecho de que él se describe a sí mismo como hecho de fuego, planteó un gran problema para los musulmanes exegetas del Corán que no están de acuerdo sobre si Satanás es un ángel caído o el líder de un grupo de malvados genios. Según un hadiz de Ibn Abbas, Iblis era en realidad un ángel que Dios creó del fuego. Ibn Abbas afirma que la palabra genios podría aplicarse a los genios terrenales, pero también a los "ángeles ardientes" como Satanás.
Hasan de Basora, un eminente teólogo musulmán que vivió en el siglo VII d. C., fue citado diciendo: "Iblis no era un ángel ni siquiera por un momento. Es el origen de los genios como Adán es de la humanidad". El erudito persa medieval Abu Al-Zamakhshari afirma que las palabras ángeles y genios son sinónimos. Otro erudito persa, Al-Baydawi, argumenta que Satanás esperaba ser un ángel, pero que sus acciones lo convirtieron en un genio. Otros eruditos islámicos argumentan que Satanás era un genio que fue admitido en el Paraíso como recompensa por su justicia y, a diferencia de los ángeles, se le dio la opción de obedecer o desobedecer a Dios. Cuando fue expulsado del Paraíso, Satanás culpó a la humanidad por su castigo. Con respecto al origen ardiente de Iblis, Zakariya al-Qazwini y Muḥammad ibn Aḥmad Ibshīhī afirman que todas las criaturas sobrenaturales se originaron del fuego pero los ángeles de su luz y los genios de su incendio, por lo tanto, el fuego denota un origen incorpóreo de todas las entidades espirituales. Abd al-Ghani al-Maqdisi argumentó que solo los ángeles de la misericordia son creados de la luz, pero los ángeles del castigo han sido creados del fuego.
El historiador musulmán Al-Tabari, quien murió alrededor del año 923 d. C., escribe que, antes de que Adán fuera creado, los genios terrenales hechos de fuego sin humo recorrían la tierra y propagaban la corrupción. Además, relata que Iblis era originalmente un ángel llamado Azazil o Al-Harith, de un grupo de ángeles (en contraste con los genios), creado a partir de los fuegos de simoom, que fue enviado por Dios para confrontar lo terrenal. Azazil derrotó a los genios en la batalla y los condujo a las montañas, pero se convenció de que era superior a los humanos y a todos los demás ángeles, lo que llevó a su caída. En este relato, el grupo de ángeles de Azazil se llamaban genios porque vigilaban a Jannah (Paraíso). En otra tradición registrada por Al-Tabari, Satanás fue uno de los genios terrenales, que fue capturado por los ángeles y llevado al Cielo como prisionero. Dios lo designó como juez sobre los otros genios y se hizo conocido como Al-Hakam. Cumplió su deber durante mil años antes de ser negligente, pero fue rehabilitado nuevamente y reanudó su posición hasta su negativa a inclinarse ante Adán.
Otras tradiciones
Durante los primeros dos siglos del Islam, los musulmanes aceptaron casi unánimemente la historia tradicional conocida como los versos satánicos como verdadera. Según esta narración, Satanás le dijo a Muhammad que agregara palabras al Corán que permitiría a los musulmanes rezar por la intercesión de las diosas paganas. Él confundió las palabras de Satanás con la inspiración divina. Los musulmanes modernos casi universalmente rechazan esta historia como herética, ya que cuestiona la integridad del Corán.
En el tercer día del Hayy, los peregrinos musulmanes a La Meca arrojan siete piedras a un pilar conocido como Jamrah al-'Aqabah, que simboliza la lapidación del Diablo. Este ritual se basa en la tradición islámica de que, cuando Dios ordenó a Abraham que sacrificara a su hijo Ismael, Satanás lo tentó tres veces para que no lo hiciera y, cada vez Abraham respondió arrojándole siete piedras.
Los hadices enseñan que los bebés recién nacidos lloran porque Satanás los toca mientras nacen, y que este contacto hace que las personas tengan aptitud para el pecado. Esta doctrina tiene algunas similitudes con la doctrina del pecado original. La tradición musulmana sostiene que solo Jesús y María no fueron tocados por Satanás al nacer. Sin embargo, cuando era un niño, el corazón de Mahoma fue literalmente abierto por un ángel, que le quitó un coágulo negro que simbolizaba el pecado.
La tradición musulmana conserva una serie de historias que involucran diálogos entre Jesús e Iblis, todos los cuales están destinados a demostrar la virtud de Jesús y la depravación de Satanás. Ahmad ibn Hanbal registra un recuento islámico de la tentación de Jesús por Satanás en el desierto de los Evangelios Sinópticos. Ahmad cita a Jesús diciendo: "El mayor pecado es el amor al mundo. Las mujeres son las cuerdas de Satanás. El vino es la clave de todo mal". Abu Uthman al-Jahiz acredita a Jesús diciendo: "El mundo es de Satanás la granja y su gente son sus arados " Al-Ghazali cuenta una anécdota sobre cómo Jesús salió un día y vio a Satanás llevando cenizas y miel; cuando preguntó para qué eran, Satanás respondió: "El cariño, puse los labios de los que muerden para que logren su objetivo. Las cenizas que puse en los rostros de los huérfanos, para que la gente no les guste". El erudito del siglo XIII Sibt ibn al-Jawzi afirma que, cuando Jesús le preguntó qué le rompió la espalda, Satanás respondió: "El relincho de los caballos en la causa de Alá".
Según el misticismo sufí, Iblis se negó a inclinarse ante Adán porque estaba totalmente dedicado a Dios y se negó a inclinarse ante alguien más. Por esta razón, los maestros sufíes consideran a Satanás y Mahoma como los dos monoteístas más perfectos. Los sufíes rechazan el concepto de dualismo y en cambio creen en la unidad de la existencia. De la misma manera que Mahoma era el instrumento de la misericordia de Dios, los sufíes consideran a Satanás como el instrumento de la ira de Dios.
Los musulmanes creen que Satanás es también la causa de los engaños que se originan en la mente y los deseos de maldad. Es considerado como una fuerza cósmica para la separación, la desesperación y la envoltura espiritual. Los musulmanes distinguen entre las tentaciones satánicas y los murmullos del yo inferior corporal (Nafs). El yo inferior le ordena a la persona que haga una tarea específica o que cumpla un deseo específico; mientras que las inspiraciones de Satanás tientan a la persona a hacer el mal en general y, después de que una persona resiste con éxito su primera sugerencia, Satanás regresa con otras nuevas. Si un musulmán siente que Satanás lo está incitando a pecar, se le aconseja buscar refugio con Dios recitando: "En el nombre de Alá, busco refugio en ti, de Satanás el marginado". Los musulmanes también están obligados a "buscar refugio" antes de recitar el Corán.

## Satanás como sinónimo de Lucifer

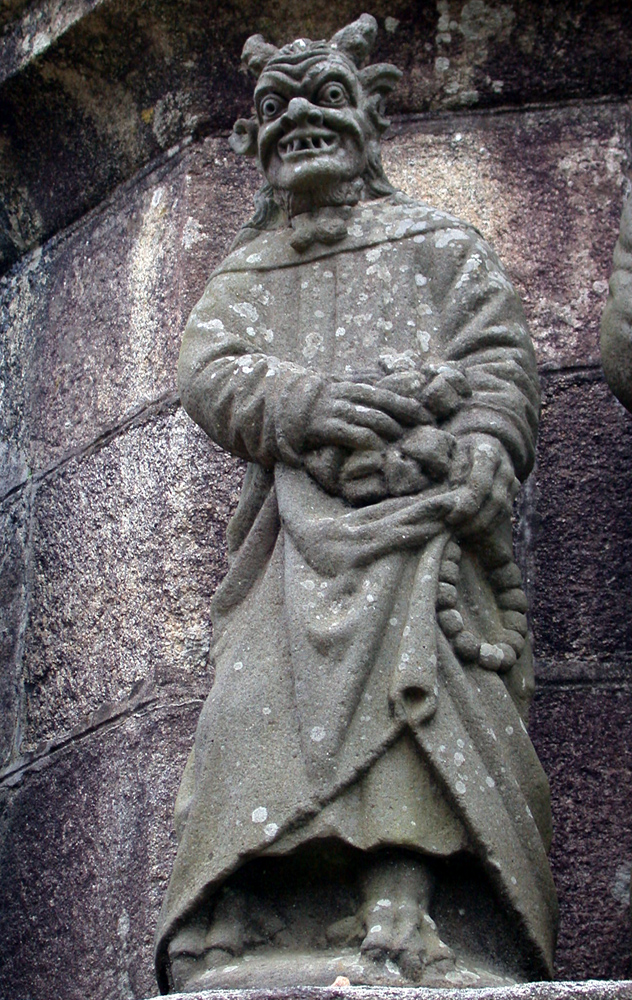
Representación de Satán

En la tradición de la Iglesia católica y otras iglesias cristianas, se señala que Satán es sinónimo de Lucifer. El término Lucifer es una palabra en latín que significa «Portador de luz», «Estrella de la mañana» o «Lucero matutino». Originalmente este término deriva de la traducción hecha en la Vulgata de Jerónimo de la palabra hebrea heylel (estrella de la mañana) usada en Isaías 14 para referirse simbólicamente a los reyes de Babilonia. Posteriormente, la teología cristiana tomó este pasaje como una descripción de la caída del diablo en una rebelión celestial primigenia.

### La caída de Lucifer
En Apocalipsis 12 se describe una gran batalla en los cielos en que un ejército de ángeles rebeldes pelean dirigidos por el gran dragón rojo, pero que son exiliadas del cielo tras ser derrotados por el arcángel San Miguel y sus ángeles (Apocalipsis 12:7 al 11). A este dragón rojo de siete cabezas se le describe en ese mismo pasaje como arrastrando la tercera parte de las estrellas del cielo con su cola, expresión interpretada por los exégetas como los mismos ángeles rebeldes que combatieron y fueron expulsados del cielo (Apocalipsis 12:4).
En el evangelio de san Lucas Jesús afirma haber visto a Satanás caer del cielo: 

Y les dijo: Yo veía a Satanás caer del Cielo como un rayo.
Lc.10, 18

Dado que en la literatura judía seudoepigráfica se menciona a los caídos (nefilim), (aunque en el libro de Enoc se les llama nephilim a los hijos de la segunda caída de ángeles (los Grigori) antes del diluvio que comandados por el Ángel Shemihaza traicionan al cielo, tentando y fornicando con las humanas y mostrandoles lo prohibido), también se ha vinculado con la caída de Satanás a ciertos pasajes veterotestamentales; mientras otras tradiciones indican que la caída (traición) de Satanás (Lucifer), sería un hecho diferente a la acontecida por Shemihaza y su séquito. En el Antiguo Testamento también hay dos pasajes que relataban la caída de reyes arrogantes que oprimieron a Israel, y en que los Padres de la Iglesia vieron descripciones de la caída del diablo:
Contra los reyes de Babilonia: 

¡Cómo has caído de los cielos, Lucero, hijo de la Aurora!
¡Has sido abatido a la tierra dominador de naciones!
Tú que dijiste en tu corazón: 'Al cielo subiré, por encima de las estrellas de Dios alzaré mi trono, y me sentaré en el Monte de la Reunión en el extremo Norte. Subiré a las alturas del nublado, y seré como el Altísimo.
Is. 14, 12-14

Contra los reyes fenicios de Tiro y Sidón: 

Así dice el Señor Yahveh: Eras el sello de una obra maestra, lleno de sabiduría, acabado en belleza. En Edén estabas, en el jardín de Dios. Toda suerte de piedras preciosas formaban tu manto: rubí, topacio, diamante, crisólito, piedra de ónice, jaspe, zafiro, malaquita, esmeralda; en oro estaban labrados los aretes y pinjantes que llevabas, aderezados desde el día de tu creación. Querubín protector de alas desplegadas te había hecho yo, estabas en el monte santo de Dios, caminabas entre piedras de fuego. Fuiste perfecto en su conducta desde el día de tu creación, hasta el día en que se halló en ti iniquidad. Por la amplitud de tu comercio se ha llenado tu interior de violencia, y has pecado. Y yo te he degradado del monte de Dios, y te he eliminado, querubín protector, de en medio de las piedras de fuego. Tu corazón se ha pagado de tu belleza, has corrompido tu sabiduría por causa de tu esplendor. Yo te he precipitado en tierra, te he expuesto como espectáculo a los reyes. Por la multitud de tus culpas por la inmoralidad de tu comercio, has profanado tus santuarios. Y yo he sacado de ti mismo el fuego que te ha devorado; te he reducido a ceniza sobre la tierra, a los ojos de todos los que te miraban. Todos los pueblos que te conocían están pasmados por ti. Eres un objeto de espanto, y has desaparecido para siempre.
Ez. 28, 12-19

En estricto sentido contextual literal se explicita al destinatario como un rey humano: 

... Entona un lamento por el rey de Tiro, y dile que así ha dicho el Señor Dios...
Ez. 28:12

Pero asimismo se indica que es: "el querubín protector, de en medio de las piedras de fuego... en el jardín del Edén estabas", por lo que se ha reinterpretado como un mensaje críptico sobre el Diablo.
Otras religiones, como los adventistas del séptimo día, han elaborado profundamente sobre las descripciones detalladas de este guerra y caída primordial, a partir de las visiones y escritos de Ellen G. White. También Milton en su obra describe la caída del diablo añadiendo detalles dramáticos.
Muchos pueblos antiguos tenían mitos fundacionales de la guerra de los dioses contra los monstruos del caos.

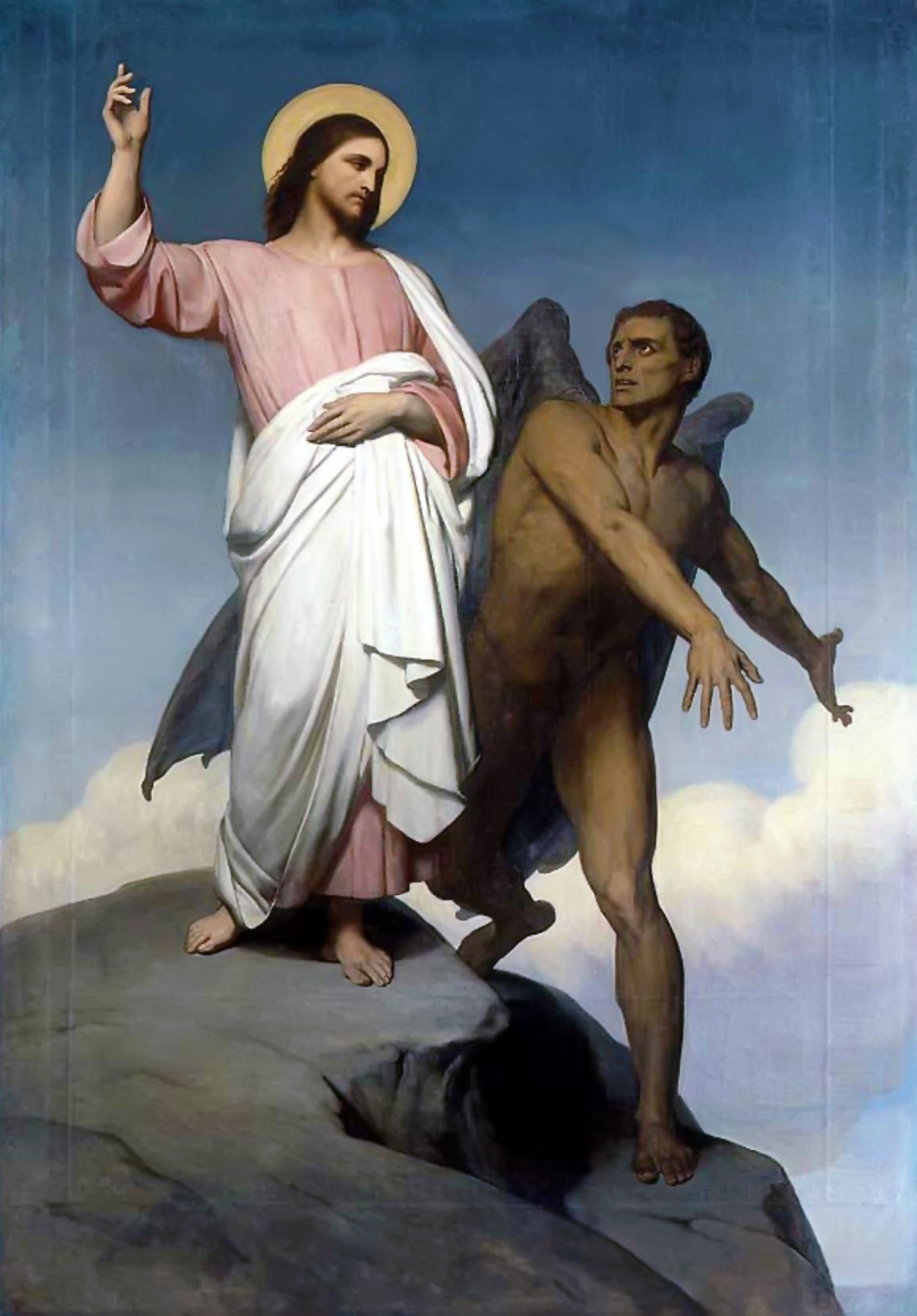
Satanás tentando a Cristo, cuadro de Ary Scheffer.

## Satanás según los exorcistas
Según algunos exorcistas de la Iglesia católica (como el padre José Antonio Fortea), Lucifer y Satanás son dos demonios distintos. Lucifer era el ángel más alto, la mayor obra de Dios, antes de su caída, pero tras esta quedó en segundo lugar después de Satán. Satán es el más maligno de los demonios, que supera en maldad a Lucifer.

## Satanás en el ocultismo
Rudolf Steiner, fundador de la antroposofía, describe la potencia del demonio Ahriman (equivalente de Satanás) como algo que incita al humano a las supersticiones materialistas, y la de su opuesto Lucifer como algo que incita al humano a todas las exaltaciones, los falsos misticismos y el orgullo de elevarse sin frontera.

## Satanás en la cultura
En literatura

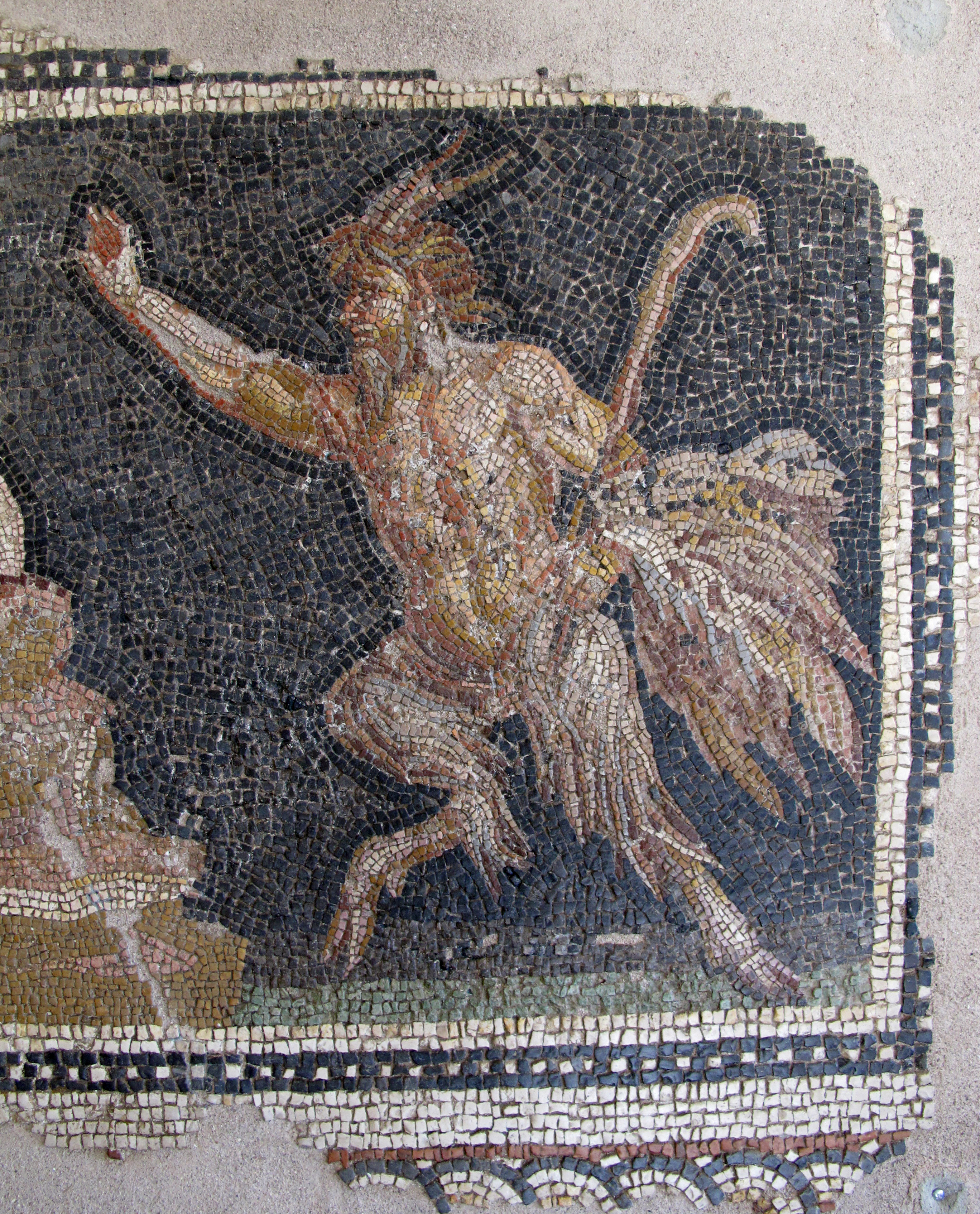
Mosaico romano antiguo que muestra a Pan con cuernos y patas de cabra sosteniendo un cayado de pastor. Aparentemente, gran parte de la iconografía tradicional de Satanás se deriva de Pan.

En el Infierno de Dante Alighieri, Satanás aparece como un demonio gigante, congelado a la mitad del pecho en hielo en el centro del Noveno Círculo del Infierno. Satanás tiene tres caras y un par de alas de murciélago debajo de cada barbilla. En sus tres bocas, Satanás tiene a Bruto, Judas Iscariote y Casio, a quien Dante consideraba que había traicionado a los "dos héroes más grandes de la raza humana": Julio César, el fundador del nuevo orden de gobierno y Jesús, el fundador del nuevo orden de religión. Cuando Satanás bate sus alas, crea un viento frío que continúa congelando el hielo que lo rodea a él y a los otros pecadores en el Noveno Círculo. Dante y Virgil trepan por las piernas peludas de Satanás hasta que se invierte la gravedad y caen a través de la tierra hacia el hemisferio sur.
Satanás aparece en varias historias de Los Cuentos de Canterbury de Geoffrey Chaucer, incluyendo "The Summoner's Prologue", en el que un fraile llega al infierno y no ve a otros frailes, pero le dicen que hay millones. Entonces Satanás levanta la cola para revelar que todos los frailes viven dentro de su ano. La descripción de Chaucer de la apariencia de Satanás se basa claramente en la de Dante. La leyenda de Fausto, registrada en el libro de 1589 La historia de la vida condenable y la muerte merecida del doctor John Faustus, se refiere a un pacto presuntamente hecho por el erudito alemán Johann Georg Faust con un demonio llamado Mefistófeles que acepta vender su alma a Satanás a cambio de veinticuatro años de placer terrenal. Este libro de capítulos se convirtió en la fuente de La historia trágica de la vida y la muerte del doctor Fausto de Christopher Marlowe.
El poema épico de John Milton, El Paraíso Perdido, presenta a Satanás como su principal protagonista. Milton retrata a Satanás como un antihéroe trágico destruido por su propia arrogancia. El poema, que se inspira ampliamente en la tragedia griega, recrea a Satanás como un personaje literario complejo que se atreve a rebelarse contra la "tiranía" de Dios, a pesar de la propia omnipotencia de Dios. El famoso poeta y pintor inglés William Blake bromeó: "La razón por la que Milton escribió en grilletes cuando escribió sobre Ángeles y Dios, y en libertad cuando sobre Diablos e Infierno, es porque era un verdadero poeta y de la fiesta de los Diablos sin saberlo". El Paraíso Recobrado, la secuela de El Paraíso Perdido, es un recuento de la tentación de Satanás de Jesús en el desierto.
William Blake consideraba a Satanás como un modelo de rebelión contra la autoridad injusta y lo presenta en muchos de sus poemas e ilustraciones, incluyendo su libro de 1780 El matrimonio del cielo y el infierno, en el que Satanás se celebra como el rebelde supremo, la encarnación de la emoción humana y el epítome de la libertad de todas las formas de razón y ortodoxia. Basado en los pasajes bíblicos que retratan a Satanás como el acusador de pecado, Blake interpretó a Satanás como "un promulgador de las leyes morales".
En arte visual
La apariencia de Satanás nunca se describe en la Biblia ni en ninguna de las primeras escrituras cristianas, aunque Pablo el Apóstol escribe que "Satanás se disfraza como un ángel de luz" (2 Corintios 11:14). El Diablo nunca se mostró en las primeras obras de arte cristianas y puede haber aparecido por primera vez en el siglo VI en uno de los mosaicos de la Basílica de Sant'Apollinare Nuovo. El mosaico "Cristo el Buen Pastor" presenta un ángel azul-violeta en el lado izquierdo de Cristo detrás de tres cabras; opuesto a un ángel rojo en el lado derecho y delante de las ovejas. Las representaciones del demonio se hicieron más comunes en el siglo IX, donde se le muestra con pezuñas hendidas, patas peludas, la cola de una cabra, orejas puntiagudas, barba, nariz chata y un conjunto de cuernos. Satanás pudo haberse asociado primero con las cabras a través de la parábola de las ovejas y las cabras, registrada en Mateo 25: 31–46, en la que Jesús separa las ovejas (representando a los salvados) de las cabras (representando a los condenados); los condenados son arrojados al infierno junto con "el diablo y sus ángeles".
Se sabía que los cristianos medievales adaptaban la iconografía pagana previamente existente para adaptarse a las representaciones de figuras cristianas. Gran parte de la iconografía tradicional de Satanás en el cristianismo parece derivar de Pan, un dios de la fertilidad rústico con patas de cabra en la antigua religión griega. Los primeros escritores cristianos como San Jerónimo equipararon a los sátiros griegos y los faunos romanos, a quienes Pan se parecía, con demonios. La horca del diablo parece haber sido adaptada del tridente manejado por el dios griego Poseidón y el cabello en llamas de Satanás parece haberse originado del dios egipcio Bes. En la Alta Edad Media, Satanás y los demonios aparecen en todas las obras de arte cristiano: en pinturas, esculturas y catedrales. Satanás generalmente se representa desnudo, pero sus genitales rara vez se muestran y a menudo están cubiertos por pieles de animales. La representación de Satanás en forma de cabra se asoció especialmente con él en su papel como objeto de adoración de los hechiceros y como íncubo, un demonio que se cree que viola a las mujeres humanas mientras dormían.
Los frescos italianos de finales de la Edad Media en adelante muestran a Satanás encadenado en el infierno, alimentándose de los cuerpos de los condenados perpetuamente. Estos frescos son lo suficientemente tempranos como para haber inspirado la representación de Dante en su Infierno. Como la serpiente en el Jardín del Edén, Satanás se muestra a menudo como una serpiente con brazos y piernas, así como la cabeza y el torso superior de una mujer. Satanás y sus demonios podían adoptar cualquier forma en el arte medieval, pero cuando aparecían en su forma verdadera, a menudo se los mostraba como humanoides cortos, peludos y de piel negra con patas con garras y pájaros y caras adicionales en sus cofres, vientres, genitales, glúteos y colas. La imagen de la cultura popular moderna de Satanás como un caballero bien vestido con cuernos pequeños y una cola se origina en las representaciones de Mefistófeles en las óperas La condenación de Fausto (1846) de Héctor Berlioz, Mefistofele (1868) de Arrigo Boito y Fausto de Charles Gounod.
En cine y televisión
El diablo se representa como un murciélago vampiro en El castillo encantado de Georges Méliès (1896), que a menudo se considera la primera película de terror. Las llamadas "masas negras" se han retratado en películas B sensacionalistas desde la década de 1960. Una de las primeras películas en retratar tal ritual fue la película de 1965 Eye of the Devil, también conocida como 13. Alex Sanders, un ex mago negro, se desempeñó como consultor en la película para garantizar que los rituales retratados en ella se representaran con precisión. Durante los siguientes treinta años, las novelas de Dennis Wheatley y las películas de Hammer Film Productions jugaron un papel importante en la configuración de la imagen popular del satanismo.
La versión cinematográfica del libro de Ira Levin, Rosemary's Baby, convirtió los temas satánicos en un elemento básico de la ficción de terror convencional. Películas posteriores como El Exorcista (1973), La Profecía (1976) y Angel Heart (1987) presentan a Satanás como un antagonista.

#### En música
Las referencias a Satanás en la música se remontan a la Edad Media. Durante el siglo quinto, un intervalo musical llamado tritono se hizo conocido como "el diablo en la música" y fue prohibido por la Iglesia católica. Giuseppe Tartini se inspiró para escribir su obra más famosa, la Sonata para violín en sol menor, también conocida como "The Devil's Trill", después de soñar con el diablo tocando el violín. Tartini afirmó que la sonata era una imitación menor de lo que el Diablo había jugado en su sueño. Se creía que Niccolò Paganini había derivado su talento musical de un trato con el Diablo. Fausto de Charles Gounod presenta una narrativa que involucra a Satanás.
A principios de 1900, el jazz y el blues se conocieron como la "Música del Diablo", ya que se los consideraba "peligrosos e impíos". Según la leyenda, el músico de blues Tommy Johnson fue un guitarrista terrible antes de cambiar su alma al Diablo por una guitarra. Más tarde, Robert Johnson afirmó que había vendido su alma a cambio de convertirse en un gran guitarrista de blues. El simbolismo satánico aparece en la música rock de la década de 1960. Mick Jagger asume el papel de Lucifer en "Sympathy for the Devil" de los Rolling Stones (1968), mientras que Black Sabbath interpretó al Diablo en numerosas canciones, incluidas "War Pigs" (1970) y "N.I.B." (1970).